# Eduard Krčmář
Eduard Krčmář (ur. 26 marca 1996 w Kladnie) – czeski żużlowiec.

## Życiorys
W polskiej lidze żużlowej startuje od 2014. Dotychczas reprezentował kluby: Kolejarz Rawicz (2014), Wybrzeże Gdańsk (2015–2016), Start Gniezno (2017–2018), Wilki Krosno (2020), PSŻ Poznań (2019 i 2021) oraz Stal Rzeszów (2022-2023).
Z zespołem Wilków Krosno wywalczył awans do eWinner I ligi (2020).

## Przynależność klubowa
Polska
- Kolejarz Rawicz (2014)
- Wybrzeże Gdańsk (2015–2016)
- Start Gniezno (2017–2018)
- PSŻ Poznań (2019)
- Wilki Krosno (2020)
- PSŻ Poznań (2021)
- Stal Rzeszów (2022–)

## Osiągnięcia
Największe sukcesy indywidualne:
- trzykrotny medalista mistrzostw Europy par: złoty (2014), srebrny (2019) oraz brązowy (2015),
- srebrny medalista indywidualnych mistrzostw Europy juniorów (2016).
- czterokrotny medalista indywidualnych mistrzostw Czech: złoty (2020), dwukrotnie srebrny (2017, 2019) oraz brązowy (2018).